# Бела (пас)
Бела (енгл. Bella) је пас који је према Гинисовој књизи рекорда био најстарији пас у историји док други пас Макс није оборио њен рекорд 2013. године. Њен власник био је Дејвид Ричардсон. Он није имао документе којима би потврдио њену доб. Умрла је од срчаног удара. Она је била најстарији пас на свету од смрти Буча (1975—2003) до своје смрти.
Бела је била мешанац лабрадора и доведена је у дом Ричардсонових 1981. године из RSPCA (водеће Британско удружење за добробит животиња).